# Fury of Five
Fury of Five ist eine US-amerikanische Crossover-Band aus Asbury Park, New Jersey, die 1994 gegründet wurde.

## Geschichte
Die Band wurde Anfang 1994 gegründet und bestand zu ihrer Hauptschaffenszeit aus dem Sänger James „Ismean“ „Stikman“ Ramen, den Gitarristen John Pacheco aka „Chico Violencia“ und Jay „Fury“ Maler, dem Bassisten Mike „Terror“ Terry und dem Schlagzeuger Chris Rage. Terry lernte Maler im Jahr 1993/1994 durch einen gemeinsamen Freund kennen. 1993 hatte Terry in einer Band namens Locked Up in Life zusammen mit Ramen gespielt, ehe sie sich nach drei Monaten aufgelöst hatte. Sie entschieden sich dann 1994 Fury of Five zu gründen, wofür sich Ramen von seiner anderen Band Position of Power getrennt hatte. Zu dieser Zeit war Maler 17 Jahre alt und in der Band Manifest Destiny mit dem ersten Fury-of-Five-Schlagzeuger Marc Goldman tätig. Goldman war nur drei Monate in Fury of Five aktiv, da er sich entschied, das College zu besuchen, woraufhin er durch Chris Rage von Stampin’ Ground ersetzt wurde. Durch Ramen kam der Gitarrist John „Anger“ Klagholtz zur Besetzung. Nach etwa zwei Jahren wurde er durch John Pacheco ersetzt. Drei Monate nach der Gründung veröffentlichte die Gruppe ein erstes Demo. Nachdem die Band auf verschiedenen Samplern zu hören war und zwei Singles veröffentlicht hatte, erschien 1996 das Debütalbum No Reason to Smile. Danach ging es zusammen mit Madball, Earth Crisis und Fear Factory auf Tournee durch den Nordosten der USA. Auch wurden zwei Touren durch Europa zusammen mit Integrity bzw. Pro-Pain abgehalten. Mit Pro-Pain spielte Fury of Five dabei auch in Innsbruck mit Unterstützung von Gurd und Pissing Razors.  Bei Normandy Sound unter der Leitung von Jamie Locke wurde das zweite Album At War with the World aufgenommen, das 1998 erschien. Für das Lied wurde für Do or Die ein Musikvideo erstellt, das von Drew Stone produziert worden war. Das Album verkaufte sich jedoch nur mäßig. Nach einer dritten Europatournee löste sich die Band im selben Jahr auf. Für das dritte Album This Time It’s Personal, das Anfang 2000 erschien, fand sich die Band wieder zusammen. Da ein angespanntes Verhältnis zwischen Ramen und Rage herrschte, nur wenige Bands mit Fury of Five spielen wollten und Rage begann an einem Karpaltunnelsyndrom zu leiden, kam es im selben Jahr wieder zur Auflösung der Band. Seit 2010 ist sie jedoch wieder aktiv. Im selben Jahr spielte die Band auf dem Tsunami Fest mit Chris Mushmouth am Bass und Doc Coyle von God Forbid an der E-Gitarre. Im Jahr 2013 spielte Fury of Five auf dem This Hard Core Fest. Hierbei waren der Gitarrist Dave Devastation und der Schlagzeuger Johnny „Soda“ Warbeatz, die Ismean auf dem Tsunami Fest kennengelernt hatte, sowie der Bassist Sean Guillotine und Gitarrist Derrick Haymaker beteiligt. Nach einigen Proben spielten sie auch auf der 2014er Ausgabe des Festivals. 2015 wurde ein Musikvideo zu Takin’ Respect  und die Single Real Is Back, die zwei alte, jedoch neu aufgenommene Songs sowie ein komplett neues Lied enthält, bei Fast Break! Records veröffentlicht. Zudem wurden die Arbeiten zum Album Welcome to Evolution begonnen.

## Stil
Laut Mike DaRonco von Allmusic vermischt die Band Old-School-Hardcore-Punk mit etwas Metal und vielen Breakdowns. Auch Joel McIver bezeichnete in The Next Generation of Rock & Punk Nu Metal die Musik als Mischung aus Hardcore Punk und Metal. Christian Graf schrieb im Nu Metal und Crossover Lexikon, dass der Sänger Ismean vor allem in melodischen Passagen Probleme hat, den Ton zu treffen. Auf This Time It’s Personal habe man sich musikalisch neu orientiert, das Visions-Magazine habe die Musik jedoch als „stinklangweiligen, angestaubten Groovecore“ bezeichnet.
Laut Joachim Hiller vom Ox-Fanzine spielt die Gruppe auf No Reason to Smile klischeehaften Metal, „der sich gerne die Nachsilbe -core anhängen würde“. Das Album sei für Fans von Pantera und Merauder geeignet. In einer späteren Rezension zu This Time It’s Personal gab Dominik Winter an, dass es ein großer Fortschritt zum Vorgänger ist, jedoch wenig einprägsam sei. Die Musik sei eine Mischung aus alten Biohazard, Suicidal Tendencies und Gesang, der an Snapcase erinnere. Es handele sich zwar nicht um gewöhnlichen Hardcore Punk, dennoch fühlte er sich von gelegentlich eingesetzten „AC/DC-Gesang“ und ständigem „Rumgedisse“ genervt.
Im Interview mit gluewebzine.blogspot.de gab Mike Terry an, dass die Band durch Thrash Metal, Metal, Hardcore Punk und Rap beeinflusst wurde. In einem weiteren Interview von killingthelegacy.wordpress.com nannte Ramen Slayer, Biohazard und Sepultura als frühe Einflüsse. Er schreibe hauptsächlich Texte, die vom täglichen Leben handeln würden. Neben Sepultura und Slayer gab Ramen im Interview mit sib27.blogspot.de Fear Factory, Suicidal Tendencies, Merauder, Mobb Deep, DMX und The Notorious B.I.G. als persönliche Einflüsse an.
Laut Matthias Weckmann vom Metal Hammer kombiniert die Band Hardcore-Punk-Rhythmen mit schweren Riffs. At War with the World enthalte einen Nachruf auf Prinzessin Diana und Mutter Teresa. Im Interview mit Weckmann gab Maler an, dass die Band dies getan hat, da die Band diese Gruppen respektiere, da sie versucht hätten, mit ihrem Geld Gutes zu verrichten. Eine Ausgabe zuvor hatte Weckmann At War with the World rezensiert und die Musik als „NY-Hardcore der fetten, brachialen Sorte“ bezeichnet und sei wie eine Mischung aus Biohazard und downset. Die Musik sei Fans von Merauder und Madball zu empfehlen. Zwei Jahre später hatte Weckmann auch This Time It’s Personal besprochen. Im Gegensatz zum Debütalbum lockere man nicht mehr durch Groove-Einlagen die Musik, sondern bewege sich „plumpem Geknüppel“ in eine „Hardcore-Einbahnstraße“.

## Diskografie
- 1996: Look Ahead (Demo, Eigenveröffentlichung)
- 1996: Telling It Like It Is !!!!!! (Single, Inner Rage Records)
- 1996: Convicted and Condemned (Single, Just in Case Records)
- 1996: No Reason to Smile (Album, Gain Ground)
- 1998: At War with the World (Album, Victory Records)
- 2000: This Time It’s Personal (Album, Victory Records)
- 2011: East Coast Tsunami Fest 2010 Split Series Vol. 1 (Split mit Mushmouth, Fast Break! Records)
- 2015: Real Is Back (Single, Fast Break! Records)